# 호크룩스

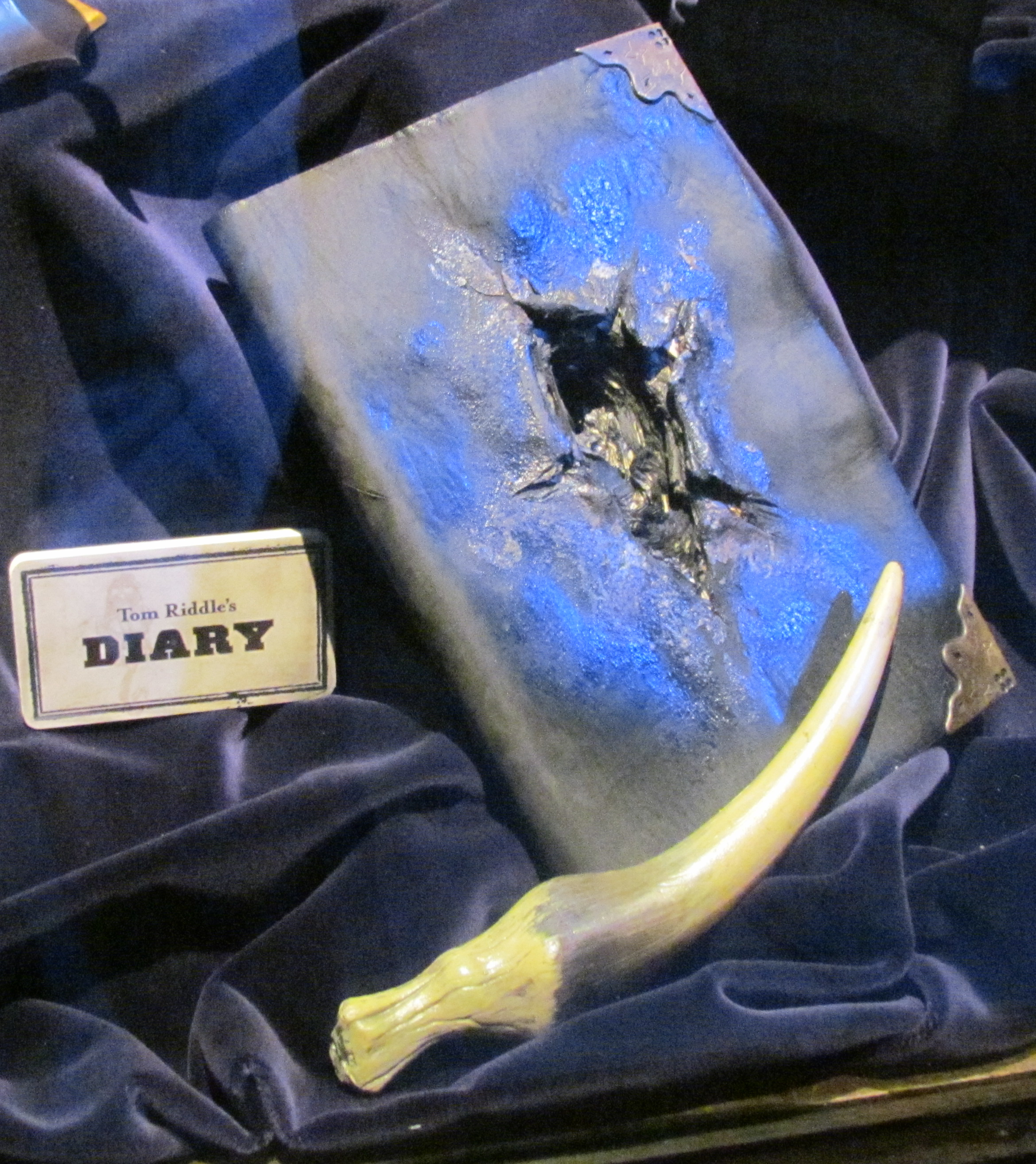

호크룩스(영어: Horcrux 호크럭스[*])는 J.K 롤링의 소설 해리 포터 시리즈에 나오는 마법 물건이다. 불사의 몸을 만들기 위해 어둠의 마법으로 만든다. 호크룩스라는 개념은 해리 포터의 6번째 시리즈 해리 포터와 혼혈 왕자에 정식적으로 언급되지만 그 이전 시리즈에 이미 호크룩스들이 등장한다. 마지막 두 시리즈인 해리 포터와 혼혈왕자와 해리 포터와 죽음의 성물에서 볼드모트의 이야기가 틀을 이룬다.

## 설명
불사의 몸을 얻기 위해 자신의 영혼을 쪼개어 어느 특정한 물건에 담아두게 되는데 그 물건을 호크룩스라고 부른다. 그 물건은 겉으로 보기엔 아주 평범한 물건들이 대부분이다. 물건뿐만 아니라 사람, 동물에게 영혼을 담아두는 것도 가능하다. 그러나 사람이나 동물 등과 같이 스스로 생각하고 움직일 수 있는 존재에게 영혼을 담아두는 것은 매우 위험한 일이라 극도로 꺼리는 일이다. 특히 지능이 높고 자아가 있는 사람의 경우는 호크룩스가 된 사람이 영혼의 원래 주인을 죽이려 들 수 있다.
영혼을 많이 쪼갤수록 자신의 영혼이 불안정해지며, 모든 호크룩스가 파괴되면 그 주인은 죽을 수 있게 된다. 호크룩스를 무효화시킬 수 있는 유일한 방법은 바로 '양심의 가책'이다. 그러나 심한 고통으로 인하여 자신이 파괴될 수도 있다. 가장 중요한 호크룩스는 사람과는 달리 영혼이 담겨 있는 물건 그 자체에 모든 것을 의존하고 있다는 것이다. 예를 들어 사람을 칼로 찔러 죽일 경우, 사람의 육체는 칼에 의해 손상되지만 영혼은 손상되지 않는다. 그러나 호크룩스는 사람과 달리 영혼이 담긴 물건이 파괴되면 그 물건 안에 든 영혼도 함께 파괴되어 버린다.
호크룩스는 만들어진 순간부터 엄청난 내구력을 갖게 되는지는 알 수 없지만 보통의 마법으로는 파괴할 수 없다. 또 호크룩스가 된 물건을 단순히 물리적으로 갈아버리거나 깨뜨리는 것, 부수는 것만으로는 그 물건 안에 기생하고 있는 영혼까지 제거할 수는 없기에 영원히 복구가 불가능한 방법으로 파괴해야만 제거할 수 있다. 가령, 불사조의 눈물 외에는 어떠한 해독 방법이 없는 바실리스크의 독이나 그 독을 흡수한 고드릭 그리핀도르의 검, 그리고 물을 부르는 아구아멘티 주문으로도 끌 수 없는 악마의 화염 그리고 아바다 케다브라로도 파괴할 수 있다.
그리고 호크룩스가 된 물건은 그 순간부터 강한 저주의 마법이 걸리게 된다. 앞서 언급한대로 호크룩스가 된 영혼의 조각은 전적으로 그 물건에 의지하게 되므로 물건이 파괴되면 살아남을 수 없기에 그걸 보호하기 위해 파괴를 시도하는 사람에게 저주를 걸어 파괴를 못하게 만드는 것이다. 작중에도 호크룩스가 된 물건이 부수려고 하는 사람을 현혹하게 한다.

### 마볼로 곤트의 반지(부활의 돌)
볼드모트의 첫 번째 호크룩스로 그의 아버지 톰 리들 1세와 그 가족들을 없앤 후 만들었다. 그의 어머니 메로프 곤트의 집안인 곤트 집안에 전해져 내려오는 가보이다. 볼드모트가 자신의 삼촌인 모핀 곤트를 속여 빼앗았으며 이 반지는 《해리 포터와 혼혈 왕자》에서 알버스 덤블도어가 파괴한다.
리들은 '죽음의 성물'의 문양이 새겨진 검은 돌이 박혀있는 반지를 빼앗는다. 리들은 호그와트 학생 시절에도 반지를 끼고 다녔지만 결국 나중에는 곤트가 살았던 집에 숨겨둔다. 반지는 몇 가지의 보호 마법이 걸린 채 집의 바닥 밑 황금 상자에 숨겨져 있었다.
덤블도어는 1996년 여름 이 반지를 찾아낸다. 그는 고드릭 그리핀도르의 검으로 반지를 파괴한다. 이 반지에는 착용형 저주가 걸려 있었는데 반지를 끼게 되면 그 부분부터 서서히 마비되어 죽음에 이르게 하는 저주였다. 이 반지엔 죽음의 성물 중 하나인 부활의 돌이 숨겨져 있었는데 덤블도어는 죽은 여동생 아리애나 덤블도어를 만나고 싶은 마음에 무심코 그 반지를 꼈다가 오른손에 큰 부상을 당하고 말았다. 이 부상은 다시 낫지 못했고 그의 건강에 치명적인 손상을 입혔다. 그나마 세베루스 스네이프 덕분에 죽음을 1년 정도 늦추게 되었다.
덤블도어는 자신이 죽기 전 반지에 박혀있던 부활의 돌을 해리가 처음으로 퀴디치 경기에서 잡은 스니치 안에 숨겨둔다. 그는 이 돌이 세가지 성물 중 하나인 부활의 돌이라는걸 알고 있었다. 이것은 볼드모트가 미처 알지 못했던 것이다. 그리고 해리는 7편에서 반지를 열고 죽은 자신의 어머니, 릴리 포터 그리고 아버지 제임스 포터, 대부 시리우스 블랙 그리고 선생님 리무스 루핀과 대화를 나눈다.
죽음의 성물이기도 하다. 하지만 이를 모른 볼드모트가 호크룩스로 만들어 버린다.

### 톰 마볼로 리들의 일기장
톰 마볼로 리들(볼드모트의 젊었을 적 이름)이 호그와트 학생 시절 6학년 때 바실리스크를 이용해 모우닝 머틀을 죽이고 만든 호크룩스이다. 해리 포터와 비밀의 방4장에 처음으로 나오고 일기장이 지니를 이용하여 바실리스크를 꺼내자 해리 포터가 책을 파괴한다. 이것이 호크룩스라는 것은 6권에서 밝혀진다.
이 호크룩스에 걸린 저주는 세뇌형 저주로 이 일기장에 글을 써서 말을 걸면 이 일기장 속의 영혼 조각이 독자를 현혹시켜 심리적, 정신적으로 조종한다. 그리고 이 영혼 조각에 세뇌된 독자는 점점 정신력을 잃고 쇠약해지다 죽음에 이르는 반면 그 영혼 조각은 독자의 정신력을 꾸준히 먹고 자라서 물건 밖으로 나와서 마치 살아있는 존재인 것처럼 활동할 수 있게 된다.
볼드모트는 자신이 몰락하기 전 일기장을 루시우스 말포이에게 맡긴다. 루시우스는 이것이 어둠의 마법의 힘이 있다는 것은 알았지만 호크룩스라고는 생각치 못했다. 그는 아서 위즐리를 곤경에 처하게 만들기 위해 지니 위즐리의 가방에 이 일기장을 넣는다. 리들의 기억이 담긴 일기장에 현혹된 지니는 비밀의 방을 열게 된다. 하지만 해리가 지니를 구하고 바실리스크의 송곳니로 일기장을 파괴한다.

### 슬리데린의 로켓
톰 리들은 어머니 메로프 곤트가 가지고 있던 슬리데린의 로켓(locket)을 호크룩스로 만든다. 해리 포터와 혼혈왕자 편에서 간단히 소개된다. 죽음의 성물에서 론 위즐리가 그리핀도르의 칼로 파괴한다.
로켓은 대를 이어 메로페 곤트에게 전해졌다. 그녀는 남편 톰 리들 1세에게 버림받고 로켓의 가치를 모른 채 어둠의 마법에 관련된 물건을 취급하는 보긴과 버크 상점의 버크에게 이것을 10갈레온에 팔아버린다.
로켓은 헵시바 스미스에게 넘어간다. 보진과 버크의 가게에서 일하던 리들은 우연히 로켓에 대해 듣고 자신이 이것을 가질 자격이 있다고 느끼고 스미스를 살해한 뒤 후플푸프의 잔과 이 로켓을 훔친다. 그리고 리들은 이것을 고아원 시절 소풍 갔던 곳 근처의 깊은 동굴에 숨겨둔다. 이 동굴은 마법 보트와 인페리우스 마법으로 보호되어 있었다.
죽음을 먹는 자였던 레귤러스 블랙은 볼드모트에게 환멸을 느끼고 이 호크룩스의 정체를 알게 된 다음 집요정 크리처와 함께 그 장소로 가서 가짜 로켓과 호크룩스를 바꿔치기한다. 레귤러스는 로켓을 파괴하려고 하지만 실패하자 블랙 가문의 집요정인 크리처에게 맡기고 로켓을 파괴하라고 명령한다.
크리처는 이것을 파괴하지 못하여 계속 보관했지만 불사조 기사단이 이 집을 본부로 쓰는 도중 먼던구스 플래처에게 도둑맞고 만다. 먼던구스는 다이애건 앨리에서 돌로레스 엄브릿지에게 로켓을 뺏긴다.
해리, 론, 헤르미온느는 마법부에 침입해 엄브릿지 목에 걸려 있던 로켓을 훔쳐 달아난다. 한동안 도피하며 이것을 파괴할 방법을 찾기로 한 그들은 교대로 로켓을 목에 걸며 보호하기로 하지만 로켓의 사악한 힘에 홀려 론이 그만 도망가고 만다. 후에 돌아온 론은 사악한 힘을 물리치고 로켓을 그리핀도르의 검으로 파괴한다.
후에 가짜 로켓은 해리가 크리쳐에게 주고 이 일로 크리쳐의 충성심은 높아진다.

### 헬가 후플푸프의 잔
죽음의 성물 편에 등장하며, 헤르미온느가 파괴한다.
리들은 후플푸프의 먼 후손이었던 헵시바 스미스를 죽이고 잔과 슬리데린의 로켓을 훔친다. 볼드모트는 벨라트릭스 레스트랭에게 이 잔을 그린고트에 보관하라고 지시한다.
해리, 론, 헤르미온느는 그린고트에 침입해 이 잔을 훔쳐 달아나고 바실리스크의 독니로 파괴하게 된다.

### 로웨나 래번클로의 보관
호그와트의 창설자 네 명 중 한 명인 로웨나 래번클로의 보관으로 톰 리들이 5번째 호크룩스로 만들었다. 해리 포터와 죽음의 성물 20장에서 제노필리우스 러브굿이 처음으로 언급하고 31장에서 파괴된다.
래번클로의 딸인 헬레나는 어머니보다 총명해지기 위해 보관을 훔쳐 알바니아로 달아나서 텅 빈 나무에 숨겨두게 되고 후에 헬레나는 죽어서 래번클로 기숙사 유령 '회색 숙녀'가 된다. 톰 리들은 그녀가 래번클로의 딸임을 알아채고 그녀를 현혹시켜 보관이 있는 위치를 알아내 즉시 알바니아로 가 호크룩스로 만든다. 몇 년 후 그는 어둠의 마법 방어술 교수 지원을 위해 호그와트를 방문한 틈에 이것을 필요의 방에 숨겨둔다.
죽음의 성물에서 해리 포터는 필요의 방에서 보관을 찾게 되고 이것은 우연히 빈센트 크레이브의 저주의 악마의 화염 마법으로 인해 파괴되지만, 크레이브는 악마의 화염(저주의 불)으로 죽게 된다.

### 내기니
볼드모트의 애완용 뱀으로 그가 의도적으로 만든 마지막 호크룩스이다.
해리 포터와 불의 잔에 처음으로 등장했으며 해리 포터와 죽음의 성물에서 그리핀도르의 칼을 휘두른 네빌 롱바텀의 손에 파괴된다. 독니를 가졌고 볼드모트에게 충성을 다한다. 볼드모트는 6번째 호크룩스를 만들기 위해 영혼을 쪼개 내기니에 담아두지만 그전 자신도 모르게 해리 포터에게 영혼을 담아 둔 적이 있기 때문에 사실 내기니는 7번째 호크룩스다.

### 해리 포터
해리 포터 자신도 호크룩스다. 볼드모트는 해리의 부모를 죽이고 어린 해리도 죽이려고 했지만, 저주가 반사되면서 힘을 잃었다. 이 과정에서 해리 포터에게
자신의 영혼의 조각을 남기게 되었기 때문에 해리는 원하지 않게 볼드모트의 호크룩스가 되었다. 이것으로 인해 해리는 볼드모트의 능력이었던 파셀통그(뱀과 대화하는 능력)를 할 수 있게 된 것이다. 해리 포터와 죽음의 성물의 종반부에서 볼드모트의 살인 저주로 인해 파괴된다. 해리 포터 자신의 영혼은 파괴되지 않았고, 그래서 해리는 다시 살아날 수 있었다.
1. ↑  1
2. ↑  예시로 내기니, 살라자르 슬리데린의 로켓이 있는데, 내기니는 파괴하기 힘들게 뱀형태로 되어있어 접근하면 공격하며, 슬리데린의 로켓은 론이 싫어하는 형상을 만들어 부수지 못하게 한다.